# Roman Kondratenko

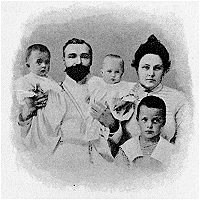
Le général Kondratenko et sa famille à Port-Arthur.

Roman Isidorovitch Kondratenko (en russe : Роман Исидорович Кондратенко, né le 12 octobre 1857 à Tiflis et mort le 15 décembre 1904 à Port-Arthur, est un héros de l'Armée impériale russe.

## Biographie
Il naît dans une famille de la noblesse militaire de l'Empire russe à Tiflis, et poursuit ses études au corps des cadets de Polotsk. Il entre à l'Académie du génie Nicolas dont il sort diplômé en 1877. Il est alors général-lieutenant de l'armée impériale et devient héros du siège de Port-Arthur, pendant la guerre russo-japonaise de 1904-1905.
Commandant à partir de 1903, de la 7e brigade d'infanterie basée en Mandchourie dans le port qui marquait la fin de la ligne de chemin de fer construite par les Russes, il fait fortifier Port-Arthur, qui était devenu un point stratégique et commercial de l'Empire, depuis 1896.
Le général Kondratenko meurt sous les bombes japonaises, le 15 décembre 1904, au Fort no 2. Il est enterré au cimetière Saint-Nicolas de la Laure de Saint-Alexandre-Nevski à Saint-Pétersbourg.
La ville et sa forteresse doivent se rendre aux Japonais en janvier 1905, par l'entremise du général-baron Stössel et du général Foch.